# 203. Infanterie-Division (Deutsches Kaiserreich)
Die 203. Infanterie-Division war ein Großverband der Preußischen Armee im Ersten Weltkrieg.

## Geschichte
Die Division wurde am 6. Juli 1916 gebildet, zunächst an der Ostfront eingesetzt und nach dem dortigen Waffenstillstand an die Westfront verlegt. Nach Kriegsende kehrten die Reste der Division in die Heimat zurück, wo der Großverband demobilisiert und im Februar 1919 schließlich aufgelöst wurde.

### Gefechtskalender

#### 1916
- 10. bis 21. Oktober – Reserve der OHL
- 22. Oktober bis 31. August – Stellungskämpfe vor Riga

#### 1917
- - 23. Januar bis 3. Februar – Winterschlacht an der Aa
- 01. bis 5. September – Schlacht um Riga
- 06. September bis 5. Dezember – Stellungskämpfe nördlich der Düna
- 06. bis 17. Dezember – Waffenruhe
- 17. bis 25. Dezember – Waffenstillstand
- 25. Dezember bis 4. Januar – Transport nach dem Westen

#### 1918
- 01. bis 25. Januar – Reserve der 1. Armee
- 25. Januar bis 6. Juli – Stellungskämpfe vor Reims
  - 01. März – Gefecht am Fort de la Pompelle
  - 27. Mai bis 13. Juni – Schlacht bei Soissons und Reims
- 07. Juli bis 22. September – Stellungskämpfe bei Reims
- 22. bis 27. September – Kämpfe in der Siegfriedstellung
  - 26. September bis 9. Oktober – Abwehrschlacht in der Champagne und an der Maas
- 10. bis 12. Oktober – Kämpfe vor der Hunding- und Brunhild-Front
- 13. bis 17. Oktober – Kämpfe an der Aisne und Aire
- 18. bis 23. Oktober – Schlacht bei Vouziers
- 24. bis 31. Oktober – Kämpfe an der Aisne und Aire
- 01. bis 4. November – Kämpfe zwischen Aisne und Maas
- 05. bis 11. November – Rückzugskämpfe vor der Antwerpen-Maas-Stellung
- ab 12. November – Räumung des besetzten Gebietes und Marsch in die Heimat

## Gliederung

### Kriegsgliederung vom 5. Januar 1918
- 405. Infanterie-Brigade
  - Infanterie-Regiment Nr. 406
  - Infanterie-Regiment Nr. 409
  - Infanterie-Regiment Nr. 410
  - Radfahr-Kompanie Nr. 202
  - 2. Eskadron/Leib-Garde-Husaren-Regiment
- Artillerie-Kommandeur Nr. 203
  - Feldartillerie-Regiment Nr. 403
- Pionier-Bataillon Nr. 417
- Divisions-Nachrichten-Kommandeur Nr. 203

## Kommandeure
| Dienstgrad           | Name                   | Datum                                   |
| Generalleutnant z.D. | Friedrich von Auwärter | 06. Juli bis 24. Oktober 1916           |
| Generalleutnant z.D. | Hinko von Lüttwitz     | 25. Oktober 1916 bis 30. September 1917 |
| Generalmajor         | Wilhelm Kaupert        | 01. Oktober 1917 bis 1. Februar 1919    |